# Jakob Ignaz Maximilian Stepischnegg

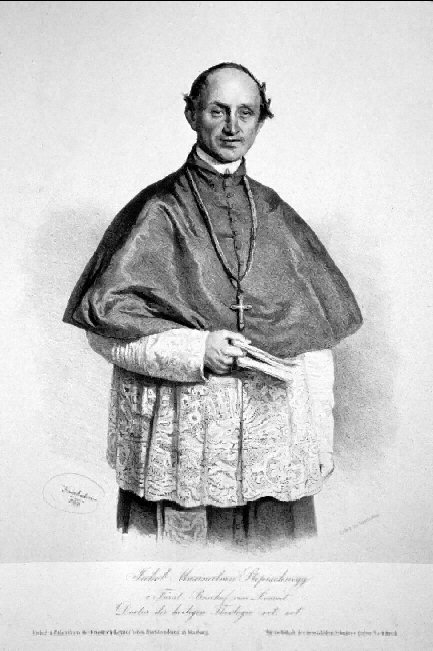
Bischof Jakob Maximilian Stepischnegg (Lithographie von Josef Kriehuber von 1863)

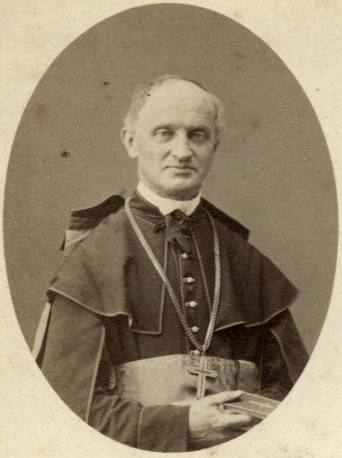
Bischof Stepischnegg (Konzilsphoto 1870)

Jakob Ignaz Maximilian Stepischnegg (slowenisch: Jakob Ignac Maksimilijan Stepišnek; * 22. Juli 1815 in Cilli; † 28. Juni 1889 in Marburg an der Drau) war Bischof von Lavant.

## Leben
Jakob Ignaz Maximilian Stepischnegg wurde am 2. August 1838 zum Priester geweiht. Am 21. Dezember 1862 wurde er nach dem Tod des später seliggesprochenen Anton Martin Slomšek zu dessen Nachfolger als Bischof von Lavant ernannt und am 18. Januar 1863 durch den Salzburger Erzbischof Kardinal Maximilian Joseph von Tarnóczy geweiht. Er führte den Titel Fürstbischof von Lavant.
Stepischnegg war der zweite Bischof, der nicht mehr in St. Andrä im Lavanttal, sondern im heute slowenischen Marburg residierte. Er starb am 28. Juni 1889 und wurde im Dom von Marburg beigesetzt.